# كوين إيدا
كوين إيدا (بالإنجليزية: Queen Ida)‏ هي موسيقية أمريكية، ولدت في 15 يناير 1929 في ليك تشارلز في الولايات المتحدة.

## وصلات خارجية
- الموقع الرسمي
- كوين إيدا على موقع ميوزك برينز (الإنجليزية)
- كوين إيدا على موقع أول ميوزيك (الإنجليزية)
- كوين إيدا على موقع ديسكوغز (الإنجليزية)